# Ciprijan Kartaginski
Sveti Ciprijan (latinsko: Thascius Cæcilius Cyprianus), rimski duhovnik, teolog in pisatelj, nadškof Kartagine berberskega rodu, * okoli leta 200, Kartagina, Tunizija, † 14. september 258, Kartagina, Tunizija.
Ciprijan je pomemben svetnik in mučenec zgodnjega krščanstva. Upodabljajo ga v škofovskem ornatu z mečem (ker je bil obglavljen). Druga dva njegova atributa sta še knjiga in palma. Pogosto je upodobljen skupaj s sodobnikom in prijateljem papežem Kornelijem. Njegov življenjepis »Življenje in trpljenje Svetega Ciprijana« je popisal diakon Poncij.

## Življenje
Rodil se je v premožni poganski družini, okoli leta 200, v Kartagini, ki je bila v tistem času prestolnica province Africa Proconsularis. Njegovo polno ime je Tascij Cecilij Ciprijan. Njegovo prvotno ime je bilo Tascij (Thascius), kasneje pa se je preimenoval v Cecilija v počasititev duhovnika, ki ga je spreobrnil v krščanstvo. Ciprijan pa je rimsko rodovno ime, ki pomeni »izhajajoč s Cipra«. Družina mu je lahko omogočila temeljito izobrazbo, v zreli moški dobi pa je postal kristjan.
Po končanem šolanju je postal učitelj retorike in odvetnik v Kartagini. Pod vplivom svetniškega duhovnika Cecilija, se je spreobrnil in dal krstiti (okoli 18. aprila 246) pri petintridesetih letih starosti.
Ciprijan je po pokristjanjevanju prodal svoje imetje (vključno s kartaginskimi vrti) in ga podaril revnim prebivalcem Kartagine, sam pa se je preselil k Ceciliju. Prav tako je presenetil svoje someščane z zaobljubo čistosti. Ugotovil je, da je bil skozi krst osvobojen in očiščen svojega starega življenja. Pridobil je priložnost novega rojstva in nebeško darilo spremstva Svetega Duha. Čez dve leti je bil posvečen za duhovnika. Krščanska občina ga je leta 249 izvolila za kartaginskega škofa.
V začetku svojega spreobrnjenja je napisal deli Epistola ad Donatum de Dei gratia in Testimoniorum Libri III, ki se tesno opirata na Tertulijana, prvega krščanskega pisatelja iz Kartagine, ki je pisal latinsko literature in je močno vplival na Ciprijanov slog in razmišljanje.
Ciprijan opisal svoje lastno spreobrnjenje in krst z naslednjimi besedami: Ko sem še vedno ležal v temi in mračni noči, mi je bilo zelo težko in zahtevno delati kar mi je božja milost narekovala... zadrževalo in obremenjevalo me je nešteto napak iz mojega prejšnjega življenja, iz katerega nisem verjel, da bi lahko bil prerojen, zato sem bil razočaran, da sem privolil v svoje pregrehe in si privoščil svoje grehe... Ampak po tem, s pomočjo vode novega rojstva, je madež iz prejšnjega življenja izginil in svetloba od zgoraj, mirna in čista, je bila prežeta v moje pomirjeno srce... drugo rojstvo me je obnovilo v novega človeka. Nato je na čudežni način, vsak dvom začel bledeti.... Jasno sem razumel, da je to, kar je najprej živelo v meni, je bilo zemeljsko in to kar je nato Sveti Duh je vkoval v mene je bilo božansko in nebeško. (Cyprian, Ad Donatum, 3-4)
Ciprijana je krščanska občina za škofa izvolila leta 248.
V letih kuge (252–254) so Ciprijana častili kot zaveznika proti kugi, saj je organiziral strežbo in nego kužnih bolnikov. Prav tako je kugo natančno popisal.
V času cesarja Decija se je Ciprijan pred preganjanjem umaknil iz Kartagine, da bi lahko na skrivaj vodil svojo Cerkev. Zaradi tega je bil izgnan v mestece Kurubis. Ko se je izgnanstvo končalo, je Cerkev razpravljala o pokolu tistih, ki so se odrekli krščanski veri. Ciprijan je ločil med tistimi, ki so se odrekli svoji veri, in tistimi, ki so bili krščeni kot heretiki: s prvimi je bil usmiljen, medtem ko je bil s slednjimi strog, ko je videl, da jih je treba spet krstiti.
Cerkvena tradicija papeža Štefana I. je nasprotovala Ciprijanovemu mnenju o rigoroznem ravnanju z odpadniki. Papež Štefan je v zelo odločnem pismu Ciprijanu prepovedal ponovno krščevanje odpadnikov. Za časa vladanja cesarja Valerijana so se strasti med obema pomirile: tako papež Štefan kot kartaginski škof Ciprijan sta oba umrla mučeniške smrti leta 257.  Leto kasneje, 14. septembra 258 je bil obglavljen z mečem. Usmrtitev je bila izvedena javno na odprt blizu Kartagine. Kristjani so truplo pokopali blizu kraja usmrtitve.

## Delo
Ciprijanova dela so bila urejena v 3. in 4. knjigi z naslovom Patrologia Latina. Njegova dela so tesno povezana s pastoralnim duhovništvom. Ohranjenih je več kot deset Ciprijanovih spisov in več kot šestdeset pisem, ki so v slovenskem prevodu izšli tik pred drugo vojno. Eden izmed najbolj znanih je njegov prvi pismo Donatu (Ad Donatum), monolog namenjen njegovemu prijatelju. Govori o njegovem spreobrnjenju, korupciji rimske vlade, gladiatorskih spektaklih in molitvi. Druga zgodnja dela so bila Testimonia ad Quirinum. V svojem izgnanstvu iz Kartagine je Ciprijan napisal eno svojih najbolj znanih razprav De Catholicae Ecclesiae Unitate (O enakosti v katoliški cerkvi) in  De Lapsis (Za vse odpadle). Še eno pomembno delo, je njegova razprava o molitvi Oče naš.
Naslednja dela so verjetno nepristna: De spectaculis ("O javnih igrah"); De bono pudicitiae ("Krepost ponižnosti"); De idolorum vanitate ("O nečimrnosti slik, ki jih je napisal Novacijan); De laude martyrii ("V hvalo mučeništva"); Adversus aleatores ("Proti kockarjem"); De duobus montibus Sina et Komisija ("Na dveh gorah Sinaj in Sion"); Adversus Judaeos ("Proti judom"); in Cena Cypriani ("Ciprijanov banket").
Razpravo z naslovom De duplici martyrio ad Fortunatum pripisano Ciprijanu je najverjetneje ne samo objavil, temveč tudi napisal Erazem Rotterdamski. Mogoče je, da je le Ciprijanov citat v celoti njegovo besedilo, vse ostalo pa ne.
Ciprijan Kartaginski je pogosto zamenjan s Ciprijanom Antiohijskim, ki je bil slavni čarodej pred njegovo spreobrnitvijo v krščanstvo.

## Čaščenje
Na kraju usmrtitve in pokopa so postavili cerkev, ki pa so jo kasneje uničili Vandali. 
Rimokatoliška Cerkev obeležuje njegov god  16. septembra skupaj z njegovim prijateljem papežem Kornelijem. Ostanke obeh naj bi kot relikvije hranili v mestih Lyons, Arles, Benetke, Compiègne in Roenay. Njegov god obeležujejo prav tako anglikanci in pravoslavci (31. avgusta).